# 中易隶书

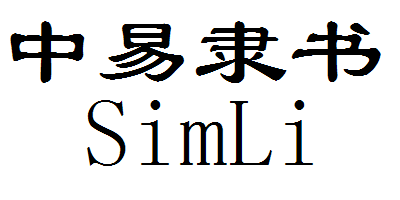
中易隶书

中易隶书（SimLi），为通常被熟知隶书字型的一种，由北京中易中标电子信息技术有限公司制作并持有版权的TrueType 字体。中易隶书是随着简体中文版 Office一起分发的字体，文件名 SimLi.ttf。该字体的早期版本中含有广为人知的“胡万进印”彩蛋。
此字形同中易宋体的字形设计，西文部分采用等宽字体。

## 应用
中国铁路2008年后的大部分新建车站站名字体采用中易隶书；而「和諧」系列電力機車及高鐵動車組上的「和諧」二字亦采用中易隶书。
- 北京南站
- 常平站
- 常州站北站房
- 苏州站
- 成都南站

## “胡万进印”
在中易隶书v3.00版本中，通过在Microsoft Word97版简体中文版（“中易隶书”等字体随这些Microsoft Office一起分发）中输入“胡”并设置相应字体、放大字体、设为“空心”字体格式后，会发现字体内有“胡万进印”的字样。这个情况在当时随指一同分发的“中易幼圆”字体出现，及不止此一个字存在这种标记。一般被认为源于中华人民共和国汉字字符编码标准的起草人之一、现任全国信息技术标准化技术委员会委员胡万进，而且这实际上是当时字体制作公司针对字体的一种版权标记。在之后的字体版本（v3.01）更新，该标记已经消失。

## 参阅
- 隶书
- 中易黑體
- 中易宋体